# Gavin Hoyte
Gavin Hoyte, né le 6 juin 1990 à Leytonstone (Londres), est un footballeur international trinidadien qui évolue au poste de défenseur à l'Eastleigh FC.
Il possède également la nationalité britannique.

## Biographie

### En club
Né à Leytonstone dans le borough londonien de Waltham Forest, Gavin Hoyte rejoint Arsenal à l'âge de neuf ans. Capitaine de l'équipe des moins de 18 ans, il signe son premier contrat professionnel le 10 septembre 2007. Nommé capitaine de l'équipe réserve des Gunners, Hoyte apparaît plusieurs fois sur la feuille de match de l'équipe première lors de la League Cup en 2007-2008, sans entrer en jeu. 
Le 23 septembre 2008, il prend part à son premier match en professionnel lors du match de League Cup face à Sheffield United. Il joue l'intégralité de la rencontre sur le côté droit de la défense et les Londoniens remportent le match sur le score de 6-0. Cette saison-là, il porte la maillot de l'équipe première à quatre reprises toutes compétitions confondues, notamment lors d'un match de Premier League face à Manchester City le 22 novembre 2008 durant lequel il remplace Aaron Ramsey à l'heure de jeu.
Le 16 décembre 2008, Hoyte signe un nouveau contrat de longue durée avec Arsenal. Deux semaines plus tard, il est prêté jusqu'à la fin de la saison au club de Watford, qui évolue en D2 anglaise. Il participe à dix rencontres avant de revenir à Arsenal.
Le 9 octobre 2009, le jeune défenseur anglais est prêté pour un mois à Brighton & Hove Albion, club de D3 anglaise. Ce prêt est prolongé deux fois et Hoyte termine finalement la saison à Brighton et Hove. Le joueur prend part à 21 matchs toutes compétitions confondues au fil de la saison.
De retour à Arsenal, Hoyte est mis à la disposition de la réserve jusqu'à ce que le club londonien le prête une nouvelle fois en octobre 2010. En effet, Arsenal se met d'accord avec le club de Lincoln City (D4 anglaise) sur plusieurs prêts successifs jusqu'à la fin de la saison. Après 15 matchs disputés, Gavin Hoyte est de nouveau intégré à l'équipe réserve d'Arsenal lors de l'été 2011.
Le 27 janvier 2012, le jeune défenseur est prêté pour un mois à l'AFC Wimbledon, qui évolue en D4 anglaise. Après avoir porté le maillot de Wimbledon à trois reprises, il est réintégré à l'effectif réserve d'Arsenal où il récupère le brassard de capitaine.
Le 22 mai 2012, Arsenal annonce que le défenseur anglais est libéré à l'issue de son contrat, qui court jusqu'au 30 juin. 
Le 11 juillet 2012, Hoyte signe un contrat de deux ans en faveur du club de Dagenham & Redbridge, qui évolue en D4 anglaise.

### En sélection
Finaliste du Championnat d'Europe des moins de 17 ans en 2007, Gavin Hoyte est sélectionné pour disputer le Championnat d'Europe des moins de 19 ans deux ans plus tard. L'Angleterre échoue une nouvelle fois en finale.

## Statistiques
| Saison    | Club                 | Pays           | Championnat | Coupes nationales | Coupes d’Europe | Sélection Angleterre |
| --------- | -------------------- | -------------- | ----------- | ----------------- | --------------- | -------------------- |
| 2008-2009 | Arsenal              | Premier League | 1 match     | 3 matchs          | -               | -                    |
| 2008-2009 | Watford FC           | Championship   | 7 matchs    | 3 matchs          | -               | -                    |
| 2009-2010 | Arsenal              | Premier League | -           | -                 | -               | -                    |
| 2009-2010 | Brighton & Hove      | League One     | 18 matchs   | 3 matchs          | -               | -                    |
| 2010-2011 | Arsenal              | Premier League | -           | -                 | -               | -                    |
| 2010-2011 | Lincoln City         | League Two     | 12 matchs   | 3 matchs          | -               | -                    |
| 2011-2012 | Arsenal              | Premier League | -           | -                 | -               | -                    |
| 2011-2012 | AFC Wimbledon        | League Two     | 3 matchs    | -                 | -               | -                    |
| 2012-2013 | Dagenham & Redbridge | League Two     | 10 matchs   | 4 matchs          | -               | -                    |

Dernière mise à jour le 7 novembre 2012

## Palmarès

### En sélection
- Finaliste du Championnat d'Europe des moins de 17 ans en 2007
- Finaliste du Championnat d'Europe des moins de 19 ans en 2009.

## Vie privée
Il est le frère cadet de Justin Hoyte, défenseur à Dagenham & Redbridge et le fils de Wendy Hoyte, sprinteuse dans les années 1980.